# Koto Tengah (Siulak)
Koto Tengah is een bestuurslaag in het regentschap Kerinci van de provincie Jambi, Indonesië. Koto Tengah telt 1381 inwoners (volkstelling 2010).